# Čiobiškis

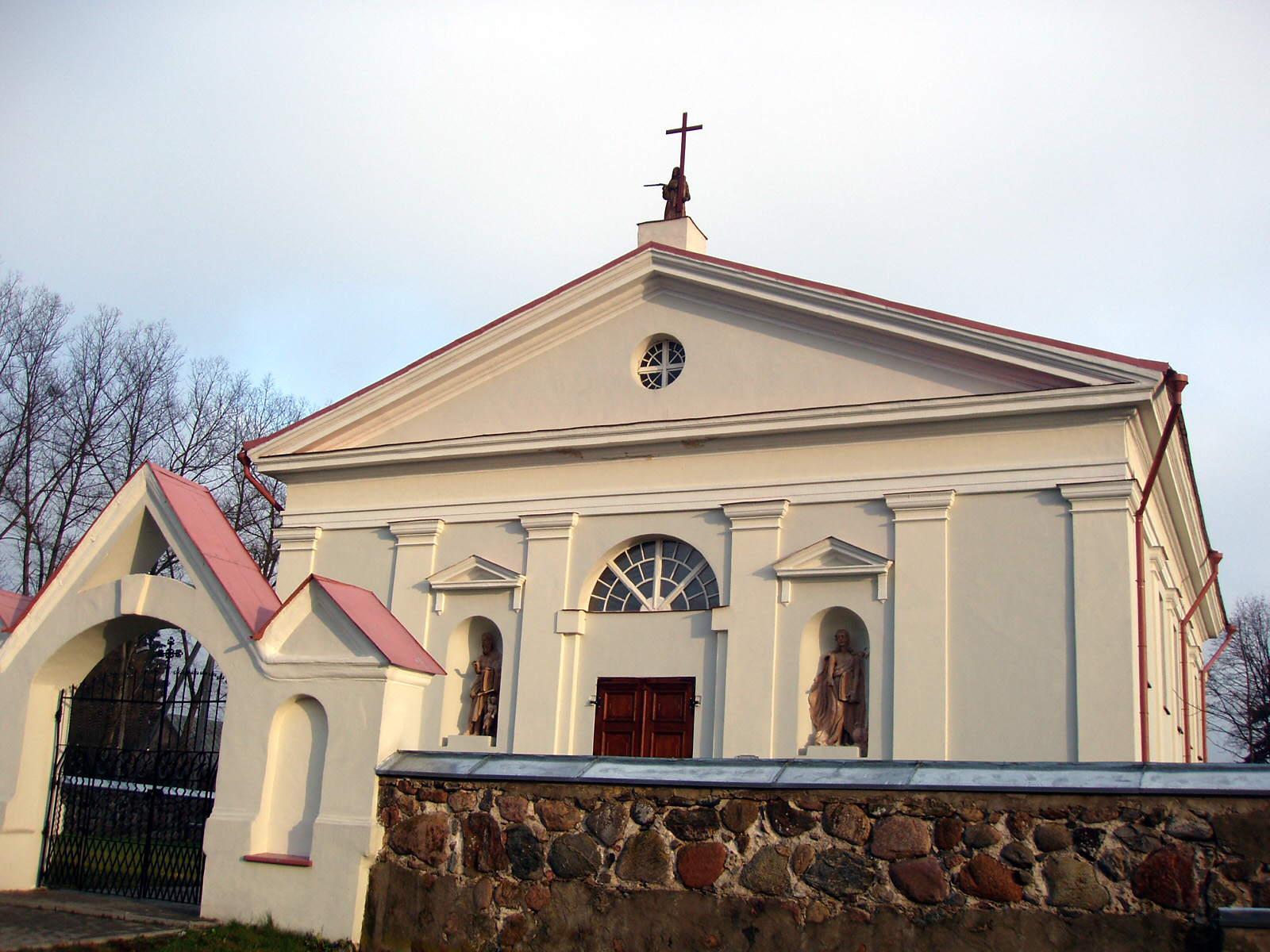
Kirche

Čiobiškis ist ein litauisches Dorf mit 325 Einwohnern in der Rajongemeinde Širvintos, 22 km südwestlich von der Stadt Širvintos, am Zusammenfluss der Neris und der Musė. Es ist das Zentrum von Amtsbezirk Čiobiškis, von Unteramtsbezirk und Pfarrgemeinde.
Es gibt eine katholische Kirche Čiobiškis, Bibliothek, ein Kulturhaus (seit 1958), Postamt (LT-19020),  Gutshof Čiobiškis, zwei Schulen (Hauptschule Čiobiškis und Kinderheim Čiobiškis). Im Norden und Osten des Dorfs liegt der Wald Čiobiškis. Im 16. Jahrhundert hatte Čiobiškis das Magdeburger Recht.